# 11002 Richardlis
11002 Richardlis (1979 MD1) là một tiểu hành tinh vành đai chính được phát hiện ngày 24 tháng 6 năm 1979 bởi E. F. Helin và S. J. Bus ở Siding Spring.